# Niophis coptorhina
Niophis coptorhina là một loài bọ cánh cứng trong họ Cerambycidae.